# ميخائيل بارنز (لاعب كريكت)
ميخائيل بارنز (3 أبريل 1985 في المملكة المتحدة - ) (بالإنجليزية: Michael Barnes)‏ هو لاعب كريكت بريطاني. لعب مع نادي وارويكشاير للكريكيت ‏.

## وصلات خارجية
- ميخائيل بارنز على موقع إي آس بي آن كريك إنفو (الإنجليزية)